# Atletismo nos Jogos Pan-Americanos de 1963 - 100 m feminino
A prova dos 100 m feminino nos Jogos Pan-Americanos de 1963 foi realizada em São Paulo, Brasil.

## Medalhistas
| Ouro                             | Prata                     | Bronze                           |
| Edith McGuire USA Estados Unidos | Miguelina Cobián CUB Cuba | Marilyn White USA Estados Unidos |

## Resultados
| Posição           | Nome             | Nacionalidade      | Tempo | Notas |
| ----------------- | ---------------- | ------------------ | ----- | ----- |
| Medalha de ouro   | Edith McGuire    | USA Estados Unidos | 11.65 |       |
| Medalha de prata  | Miguelina Cobián | CUB Cuba           | 11.69 |       |
| Medalha de bronze | Marilyn White    | USA Estados Unidos | 11.85 |       |
| 4                 | Jean Holmes      | PAN Panamá         | 12.00 |       |
| 5                 | Fulgencia Romay  | CUB Cuba           | 12.01 |       |
| 6                 | Maureen Bardoe   | CAN Canadá         | 12.09 |       |